# خم‌پنجه
خم‌پنجه (نام علمی: Cyrtonyx) نام یک سرده از تیره بلدرچین‌های بر جدید است. این سرده دارای دو گونهٔ زیر است:
- بلدرچین مانتیزوما، Cyrtonyx montezumae
- بلدرچین خال‌چشمی، Cyrtonyx ocellatus